# 226-я стрелковая дивизия (1-го формирования)
226-я стрелковая дивизия (1-го формирования) — воинское соединение РККА, принимавшее участие в Великой Отечественной войне. Период боевых действий: с 5 августа 1941 года по 5 февраля 1943 года.

## История формирования
Дивизия формировалась с 15 июля по 27 августа 1941 года в городе Орехов Запорожской области. Рядовой состав и младший комсостав, а также большинство среднего и старшего комсостава дивизии набиралось из запаса до 45 лет, кадровых командиров было менее 200 человек. Боевая подготовка личного состава находилась на очень низком уровне. Вооружения дивизия не имела до 25 августа, автоматическое оружие было получено за сутки перед выступлением. Оружием была снабжена за счёт расформированной 12-й армии..
28 августа 1941 года дивизия комбинированным маршем была переброшена из города Орехов в район сосредоточения для боевых действий Осиновка-Подгороднее Днепропетровской области и 30 августа вошла в состав 6-й армии Южного фронта. Первое боевое крещение дивизия приняла 31 августа на левом берегу реки Днепр северо-восточнее г. Днепропетровск. В ходе 10-дневных боёв успешно отразила натиск превосходящих сил противника. К 18 сентября была переброшена в район г. Полтава, переподчинена 38-й армии Юго-Западного фронта и до 27 сентября вела ожесточённые бои северо-восточнее этого города.
В конце сентября выведена из боёв и сосредоточена северо-западнее г. Харьков. С середины октября 1941 года до августа 1942 года последовательно в составе 21-й, 38-й, 28-й и снова 38-й и 21-й армий Юго-Западного фронта участвовала в оборонительных боях на харьковском, белгородском и валуйско-россошанском направлениях.
12 мая 1942 года РККА начала наступление на вермахт с двух направлений — из Барвенково и Волчанска-Салтова (с Салтовского плацдарма на правобережье С. Донца) — с целью окружить оккупированный немцами 24-25 октября 1941 года Харьков (закончившееся Барвенковским котлом). Пространство между Непокрытой-Перемогой-Терновой стало местом ожесточённых боёв.
В 7.30 утра 12 мая 1942 226-я стрелковая дивизия 38-й армии ЮЗФ РККА генерала Горбатова атаковала Непокрытое из села Фёдоровка-Октябрьское при поддержке танков 36-й танковой бригады, трёх дивизионов гвардейских миномётов, 648-го артполка РГК и 516-го инженерного батальона — и прорвала оборону противника. В 10.20 два батальона 987-го сп вышли на северо-восточную окраину села Непокрытое и до 12.00 оттеснили противника к центру села. 989-й стрелковый полк к 11.00 вышел на юго-восточную окраину села. К 14.00 село было полностью очищено от врага. В этом бою 226-я дивизия потеряла до пятисот человек убитыми и ранеными.
13 мая 1942 в 7.00 рота вермахта скрытно пробиралась по балке севернее Непокрытого; была обнаружена и уничтожена; 87 немецких солдат попали в плен. Весь день до глубокой ночи немцы атаковали 226-ю дивизию в Непокрытом с танками и при поддержке авиации.
14 мая 1942 немцы продолжали свои атаки на занятые дивизией позиции; с 5.30 утра люфтваффе бомбило Непокрытое, которое было полуокружено. К 13.00 987-й стрелковый полк был вынужден покинуть село, так как не имел боеприпасов и потерял более половины личного состава, отойдя на исходные рубежи, с которых советские войска и начинали наступление.
С 21 по 25 июля 1942 года дивизия передала личный состав и материальную часть на укомплектование 124-й сд. 30 июля оставшийся личный состав был передан 76-й сд, в 226-й сд осталось только управление дивизии, командиры, военкомы и начальники штабов полков. С 12 августа по 25 сентября 1942 года дивизия находилась на доукомплектовании личного состава и материальной части в городе Бугуруслан Чкаловской области.
С 24 октября 1942 года дивизия включена в 66-ю (с апреля 1943 года 5-ю гвардейскую) армию Донского фронта, в которой вела боевые действия до конца войны. Дивизия участвовала в Сталинградской битве.

За проявленную отвагу в боях с немецко-фашистскими захватчиками, стойкость, мужество и героизм личного состава была преобразована в 95-ю гвардейскую стрелковую дивизию (4 мая 1943 года).
.Войну закончила как 95-я гвардейская стрелковая Полтавская ордена Ленина Краснознамённая орденов Суворова и Богдана Хмельницкого дивизия

## Состав
- 985-й стрелковый полк
- 987-й стрелковый полк
- 989-й стрелковый полк
- 875-й (806-й) артиллерийский полк
- 329-й отдельный истребительно-противотанковый дивизион (с 30 января 1942)
- 409-я зенитная артиллерийская батарея (538-й отдельный зенитный артиллерийский дивизион)
- 348-я разведывательная рота
- 553-й сапёрный батальон
- 625-й отдельный батальон связи (до 9 сентября 1942)
- 153-я отдельная рота связи (с 9 сентября 1942)
- 328-й медико-санитарный батальон
- 290-я отдельная рота химзащиты
- 417-я автотранспортная рота
- 298-я (717-я) полевая хлебопекарня
- 52-й (681-й) дивизионный ветеринарный лазарет
- 986-я полевая почтовая станция
- 833-я полевая касса Госбанка[5].

## Командование
- В. А. Чугунов (15 июля 1941 — 2 сентября 1941), полковник[6];
- А. Г. Добычин (2 сентября 1941 — 4 сентября 1941), полковник, врид командира[7];
- А. Е. Сергиенко (5 сентября 1941 — 25 сентября 1941), полковник;
- С. Ш. Хайтин (25 сентября 1941 — 3 октября 1941), капитан, врид командира;[8]
- А. В. Горбатов (3 октября 1941 — 22 июня 1942), комбриг, с 25 декабря 1941 года — генерал-майор;
- М. А. Усенко (22 июня 1942 — 30 июля 1942), полковник;
- П. В. Бойко (30 июля 1942 — 3 сентября 1942), полковник, врид командира;
- Н. С. Никитченко (3 сентября 1942 — 4 мая 1943), полковник, с 1 марта 1943 года — генерал-майор.

## Подчинение[9]
| Дата            | Фронт (округ)                             | Армия               |
| --------------- | ----------------------------------------- | ------------------- |
| 01.08.1941 года | Одесский военный округ                    |                     |
| 01.09.1941 года | Южный фронт                               | 6-я армия           |
| 01.10.1941 года | Юго-Западный фронт                        |                     |
| 01.11.1941 года | Юго-Западный фронт                        | 21-я армия          |
| 01.04.1942 года | Юго-Западный фронт                        | 38-я армия          |
| 01.07.1942 года | Юго-Западный фронт                        | 21-я армия          |
| 01.08.1942 года | Сталинградский фронт                      | 21-я армия          |
| 01.09.1942 года | Резерв Ставки ВГК                         | 4-я резервная армия |
| 01.11.1942 года | Донской фронт                             | 66-я армия          |
| 01.03.1943 года | Резерв Ставки ВГК                         | 66-я армия          |
| 01.05.1943 года | Резерв Ставки ВГК (Степной военный округ) |                     |

## Награды[10]
За боевые заслуги удостоена почётного наименования «Полтавская» (23 сентября 1943 года), награждена орденами Ленина, Красного знамени (за участие в освобождении Знамянки и Александрии), Суворова 2-й степени, Богдана Хмельницкого 2-й степени (за освобождение Новоукраинки). 14 тысяч солдат награждены медалями и орденами, из них 12 удостоены звания Героя Советского Союза.